# Беренгария (лайнер)
Беренгария (англ. Berengaria) — первый трансатлантический лайнер класса «Император», первоначально построенный для Hamburg-Amerikanische Packetfahrt-Actien-Gesellschaft (или HAPAG) как лайнер под именем «Император». На момент спуска в мае 1912 года он был самым большим пассажирским судном в мире, превзойдя утонувший «Титаник». После службы в ВМФ США во время Первой мировой войны, «Император» был передан Кунард Лайн как часть военных репараций и ходил в качестве флагмана компании под именем «Беренгария» до конца своей карьеры.

## Предпосылки к созданию
С конца XIX столетия Германия была одной из стран, производящих лучшие океанские лайнеры. Имея самое быстрое судно в мире — «Кайзер Вильгельм дер Гроссе» 1897 года постройки — немецкой судоходной компании «Северогерманский Ллойд» удалось переманить пассажиров на свою сторону. Для компании в приоритете была скорость, а не размер.
Германия била скоростные рекорды, но в 1907 году Кунард Лайн спустили на воду два супер-лайнера: «Лузитанию» и «Мавританию», которые стали не только самыми большими лайнерами в мире, но также и самыми быстрыми. В то время как Северогерманский Ллойд оплакивал потерю «Голубой Ленты Атлантики», другое большое немецкое пароходство — HAPAG — задумалось о строительстве своих супер-лайнеров.
В это же время ещё одна британская судоходная компания, Уайт Стар Лайн, начала строительство трёх супер-лайнеров. Эти три судна превзошли новые суда Кунард Лайн на 15 000 брт каждый. Впоследствии их будут знать как «Олимпик», «Титаник» и «Британник» (в планах «Гигантик»). Это означало, что HAPAG должны были превзойти тоннаж в 45 000 брт, если они хотели владеть самыми большими лайнерами на Североатлантическом пути. Скорость немецких лайнеров была бы не выше, чем у «Мавритании», но и не намного ниже.
Директор HAPAG, доктор Альберт Баллин должен был стать создателем трио лайнеров беспрецедентного размера. Он намеревался построить три больших океанских лайнера, для обеспечения бесперебойного обслуживания североатлантического маршрута.

## Строительство
Первые пластины киля нового лайнера были заложены 18 июня 1910 года, и уже тогда будущее судно было известно как «Колосс Атлантики». В то время как «Олимпик» Уайт Стар Лайн имел тоннаж приблизительно в 45 000 брт, такой же, как и у Аквитании Кунард Лайн, Баллин чувствовал уверенность, что его судно будет самым большим. Тоннаж нового немецкого лайнера был бы более 50 000 брт. К этому времени в HAPAG решили назвать первое судно «Европой». В проекте предполагалось оснастить лайнеры тремя трубами. Профиль с четырьмя трубами был известен в Германии уже пятнадцать лет, и Баллин хотел создать что-то новое. В процессе строительства судна в Германии все сильнее росло чувство патриотизма, и «Европу» было решено переименовать в «Императора».

«Император»

### Изменения после гибели «Титаника»
Мощнейший удар по трансатлантическим перевозкам нанесла катастрофа второго судна класса «Олимпик» — «Титаника», который во время первого рейса 15 апреля 1912 года затонул после столкновения с айсбергом, унеся жизни 1495 человек. Это сильно затронуло пароходства по всему миру. Все лайнеры должны были быть немедленно оснащены адекватным числом спасательных шлюпок. Так же, как и на «Титанике», на «Олимпике», «Лузитании» и «Мавритании» было недостаточное количество шлюпок, и они также считались непотопляемыми. Закончилось всё тем, что эти суда были наспех оснащены необходимым количеством спасательных шлюпок на пространстве шлюпочной палубы, которая разрабатывалась только для исходного, недостаточного количества шлюпок. Верхние палубы теперь были загроможденными, но эти изменения были необходимы.

### Спуск на воду

Бронзовый орёл на форштевне «Колосса Атлантики»

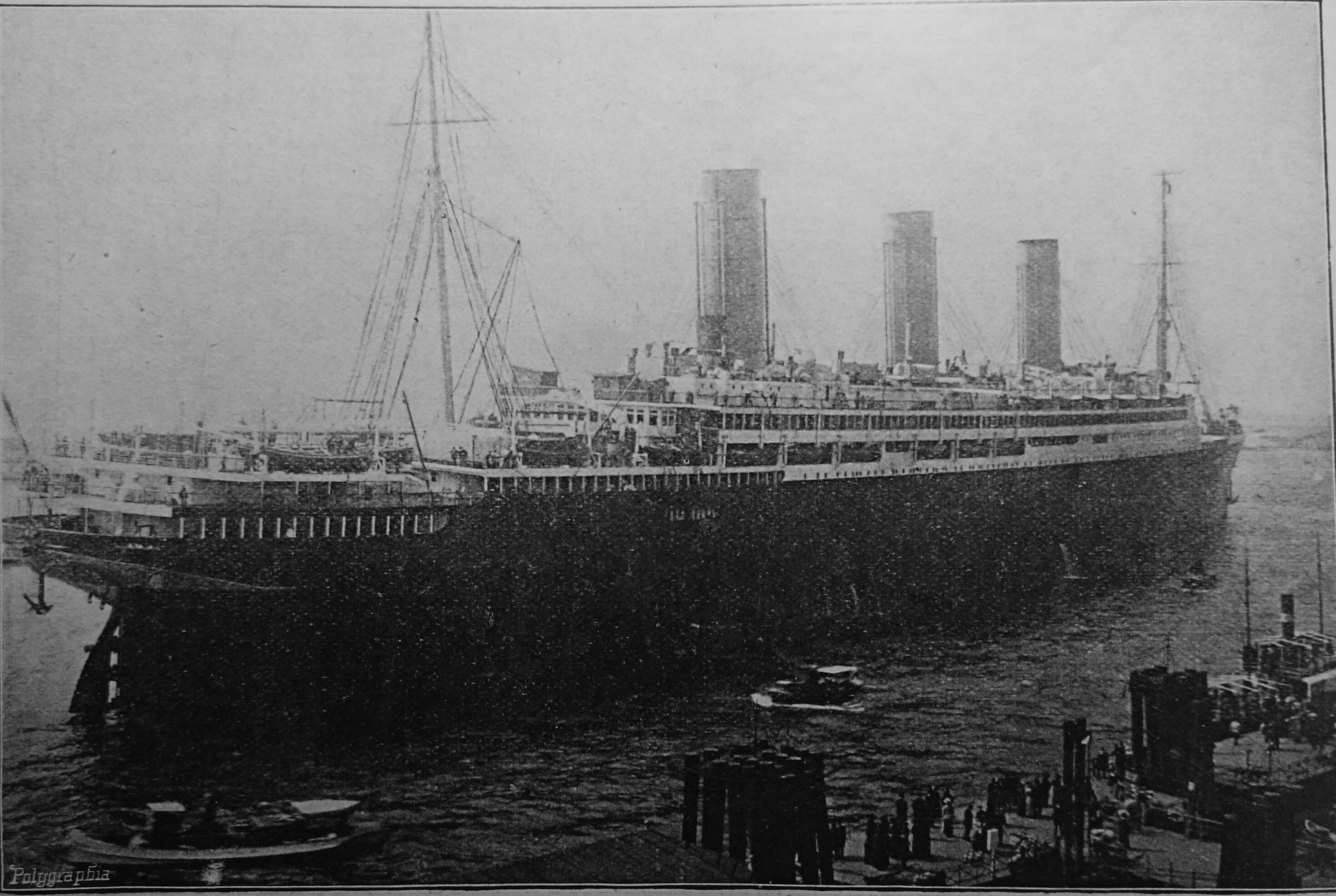
Пароход «Император»

«Император» все ещё находился на Верфи Вулкан в Гамбурге, когда на его палубы доставили спасательные шлюпки. Теперь он был оснащён более чем 80 спасательными шлюпками.
Спуск «Императора» на воду состоялся 23 мая 1912 года. Кайзер Вильгельм II, заинтересованный новым кораблём, вёл церемонию и, одетый в адмиральскую форму, поднялся на платформу вместе с Альбертом Баллином. После речи императора, в тот момент, когда он должен был окрестить судно, деревянная доска упала с носа судна на трибуну, чуть не задев императора. Многим это показалось плохим знаком. Впоследствии Кайзеру был подарен серебряный макет «Императора» три фута длиной. Вильгельм II был восхищён, и, в свою очередь, предложил его Баллину, который с удовольствием принял подарок.

### Интерьеры

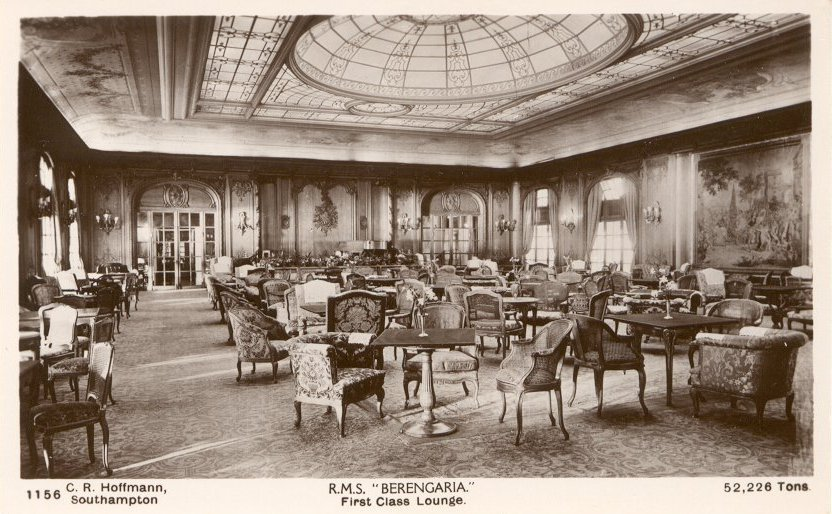
Гостиная на борту «Императора»

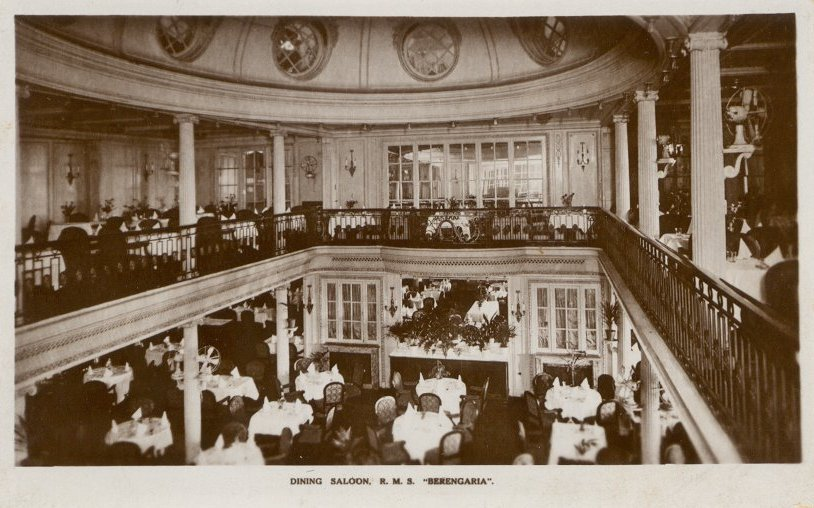
Обеденный салон «Императора»

Интерьер был одной из главных и самых красивых особенностей корабля. Огромная гостиная первого класса могла вместить по крайней мере сто человек, а её потолок был увенчан куполом. В комнате также находился мраморный бюст кайзера. Этот бюст, среди прочих вещей, был заменён для устранения проблем с остойчивостью судна. Столовая первого класса также имела куполообразный потолок. В центре столовой стоял круглый капитанский стол.
Другой яркой особенностью был внутренний плавательный бассейн для первого класса, хотя это и не был первый плавательный бассейн на корабле. Первый был установлен на лайнере Уайт Стар Лайн «Адриатике» 1907 года постройки.

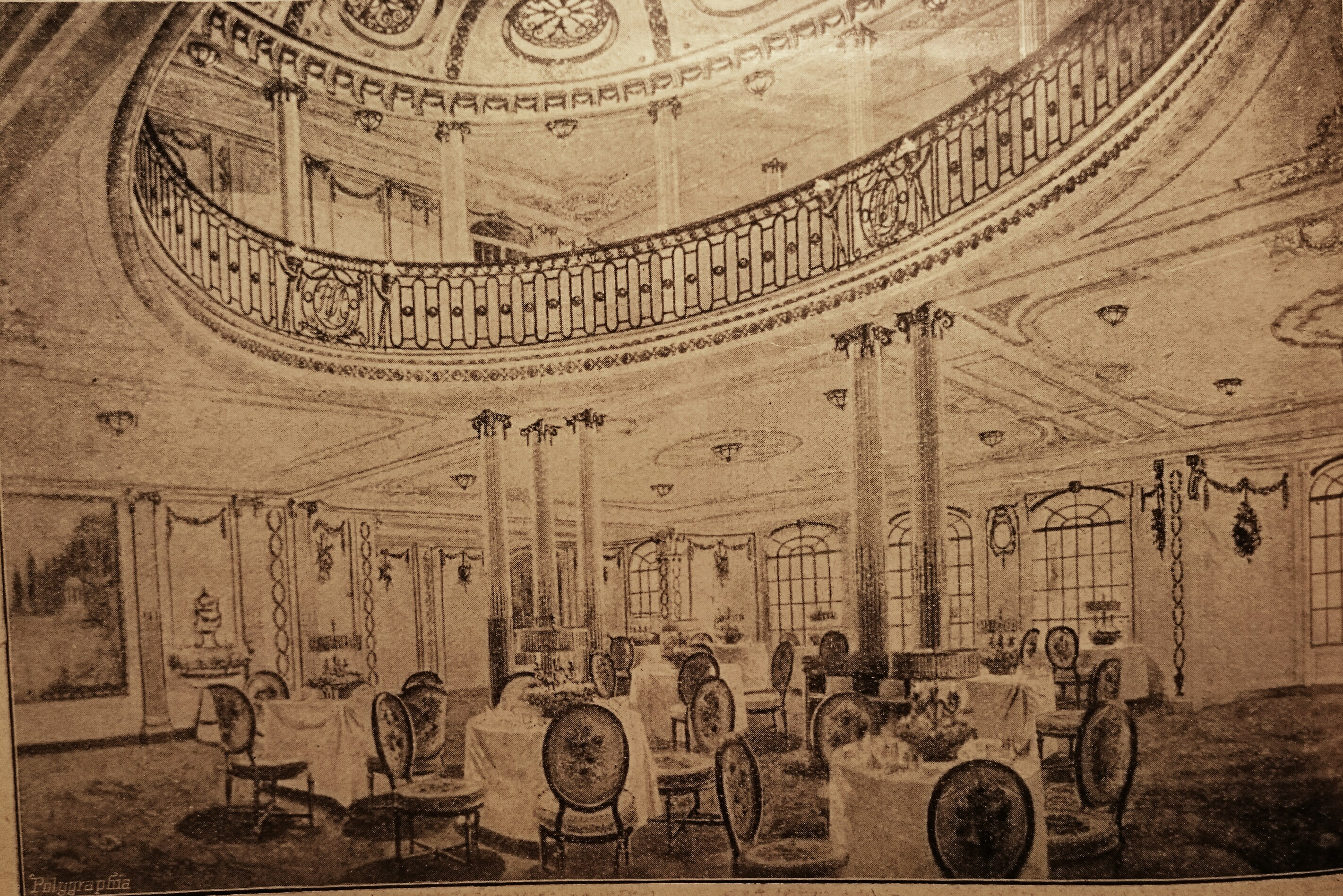
Столовая 1 класса «Императора»

Ещё одним оригинальным помещением судна был спортивный зал. Расположением в корпусе судна, а не как на «Олимпике» на шлюпочной палубе, он придавал большее чувство удобства и приватности.
Ещё одной частью интерьера, которая отличала «Императора» от конкурентов, были помещения третьего класса. В передней части судна была расположена столовая третьего класса с наклонными стенами. Столы здесь были длинные, соединённые вместе, а стулья были заменены на длинные скамьи. Несмотря на наличие этих непривычных средств обслуживания, «Император» мог вместить почти 4250 пассажиров, не считая команды.

## Первый рейс
В конце весны 1913 года «Император» был закончен. 13 июня того же года «Император» покинул Куксхафен и отправился в свой первый рейс в Нью-Йорк. Судно причалило в Нью-Йорк в четверг 19 июня 1913 года.
Но рейс не был столь успешным, как ожидалось. Центр тяжести судна был слишком высок, и большое количество тяжёлых предметов мебели на верхних палубах создавали серьёзные проблемы с остойчивостью. Поэтому судну укоротили трубы на три метра, все тяжёлые предметы с верхних палуб были заменены более лёгкими точными копиями, а под второе дно были залиты тонны цемента. Это немного помогло, но проблемы с остойчивостью будут всегда преследовать «Императора».
Несмотря на эти проблемы, «Император» был в центре общественного внимания. Он был самым большим судном по тоннажу и длине из когда-либо созданных. Его внешность, так же как и интерьер, были чем-то фантастическим. Проект с тремя трубами работал весьма хорошо, и можно было легко заметить схожесть с британскими кораблями класса «Олимпик» Уайт Стар Лайн. Единственным разительным отличием от британских конкурентов было количество позолоты, нанесённой на корпус. Например, на корму был нанесён золотой орнамент. Чтобы обеспечить судну статус самого длинного, на форштевне был установлен бронзовый орёл. Этот вид украшения не использовался со времён парусных судов, и это, в дополнение к прямому форштевню «Императора», казалось неуместным. Однако, некоторое время спустя, когда люди привыкли к силуэту, это выглядело весьма привлекательно. Фигура орла красовалась на форштевне до сильного шторма в море, в результате которого у фигуры оборвались крылья. Оставшееся туловище было немедленно удалено и заменено более изысканным золотым орнаментом, подобным тому, что был на корме.

## Служба в ВМФ США

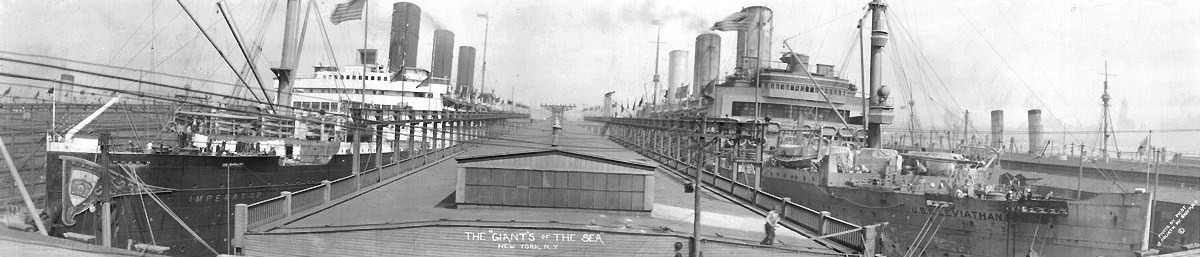
«Император» и «Левиафан»

В августе 1914 года, когда началась Первая мировая война, лайнер был поставлен на прикол в Гамбурге и, находясь в неактивном состоянии около четырёх лет, начал приходить в упадок. После перемирия 11 ноября 1918 года «Император» был передан на временное использование в качестве военного транспорта ВМФ США.
Он был получен как USS Imperator (ID-4080) в начале мая 1919 года под командование капитана Кейси. С 3 июня по 10 августа 1919 года он совершил три рейса из Бреста в Нью-Йорк, перевезя свыше 25 000 человек (военных и гражданских) в Соединённые Штаты.

## «Беренгария»

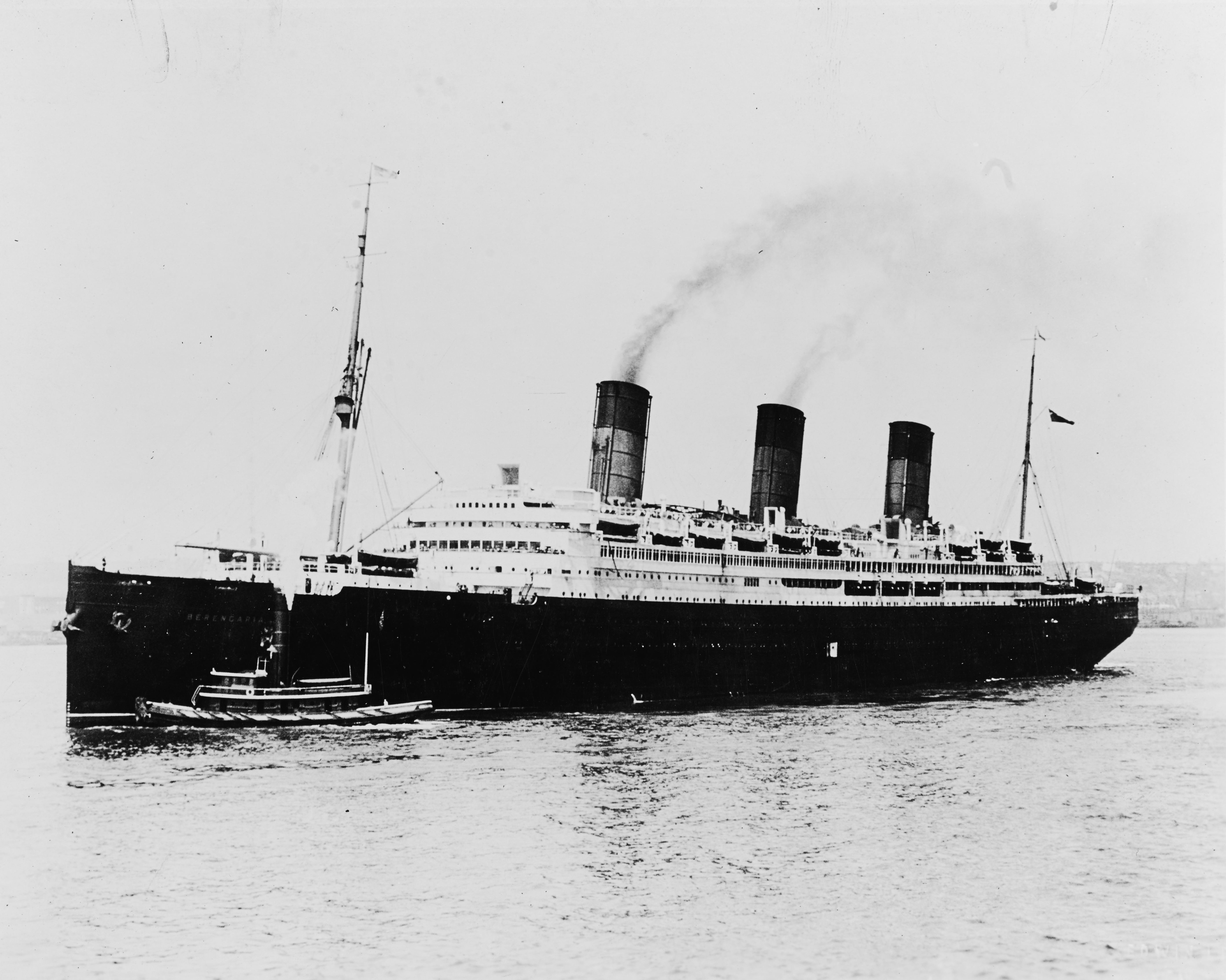
Беренгария

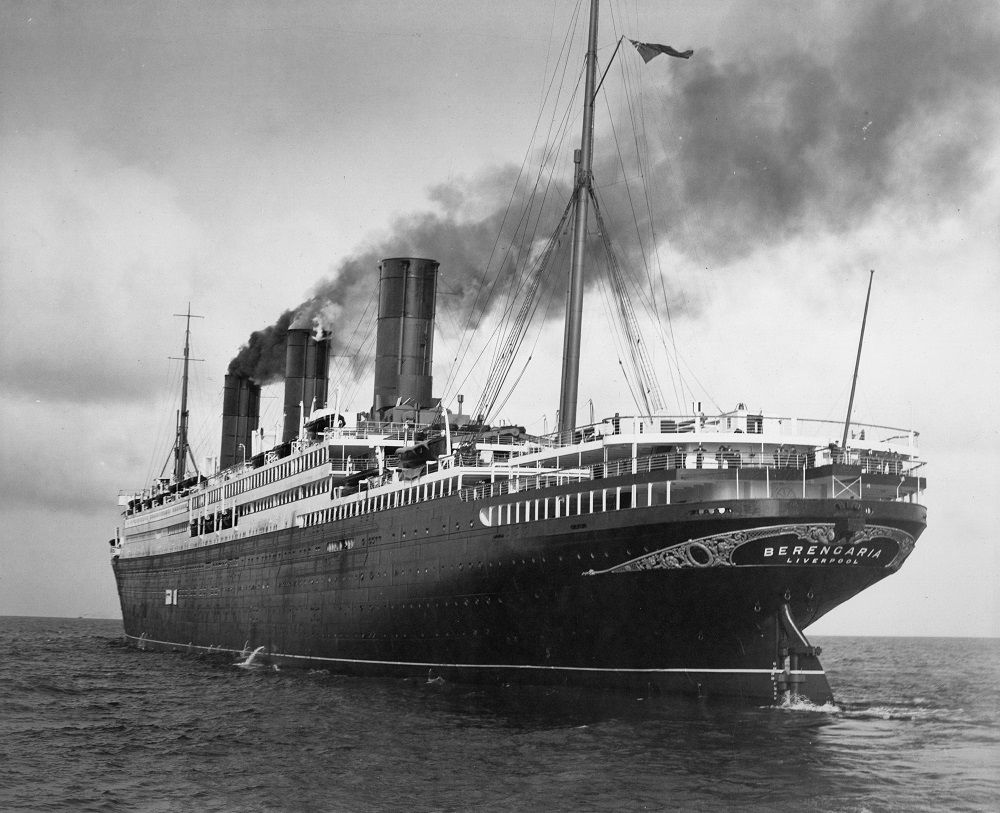
«Беренгария», вид с левой раковины

«Беренгария»

Когда «Император» закончил американскую службу, он был передан во владение Кунард Лайн. Ещё два других судна также были переданы судоходным компаниям стран-победителей. «Фатерланд» вошёл в состав американского флота и стал «Левиафаном», а «Бисмарк» был переименован в «Маджестик» и заменил в Уайт Стар Лайн погибший 48 000-тонный «Британник». «Император» был переименован в «Беренгарию». Впервые судно Кунард Лайн носило это имя, и, кроме того, впервые судно Кунард Лайн не было названо в честь одной из римских провинций (Беренгария была женой Ричарда Львиного Сердца).
Прежде чем новая «Беренгария» могла войти в состав британского флота, нужно было кое-что изменить. Всё, что говорило о том, что это было немецкое судно, нужно было убрать, а взамен установить британские отличительные знаки. Жёлтые трубы HAPAG были перекрашены в общепринятый в Кунард Лайн красный цвет с чёрными вершинами. Две чёрных полосы были нарисованы на красной секции, чтобы разделить трубу на четыре секции.
Новыми тремя суперлайнерами Кунард Лайн стали «Беренгария», «Мавритания» и «Аквитания». Они стали известными как «Большая тройка». Все три судна имели собственные отличия. «Мавритания» все ещё была самым быстрым лайнером в мире, «Аквитания» была самым длинным британским судном, а «Беренгария» была самым большим судном Кунард Лайн в это время, и имела разряд флагманского судна. Поскольку «Беренгария» была флагманом компании, на ней пересекали океан некоторые знаменитости. В 1924 году на судне принимали будущего короля Эдуарда VIII. В то время, будучи ещё Принцем Уэльским, он путешествовал под именем лорда Ренфрю. Среди других известных имён были Вилл Роджерс, Мэри Пикфорд, Дуглас Фэрбанкс, Генри Форд, Джаниус Пирпонт Морган, королева Румынии и М. М. Литвинов, прибывший в 1933 году по приглашению Ф. Д. Рузвельта для переговоров об установки дипломатических отношений СССР и США.

## Конец карьеры
В 1929 году произошёл крах на Уолл-стрит, и скоро он затронул весь мир. Немногие могли позволить себе дорогой трансатлантический рейс. Вскоре ситуация ухудшилась, и пароходным компаниям приходилось отправлять свои суда в круизы, чтобы получать хоть какую-то прибыль.
Трудные времена препятствовали обновлению флота, и «Беренгария» оставалась в статусе флагмана до мая 1934 года, когда «Cunard Line» и White Star Line объединились. «Беренгария» отдала бразды правления (правда ненадолго) своему брату «Маджестику». Из когда-то немецкого трио Баллина, два лайнера служили в одной компании. В 1935 году французский лайнер «Нормандия» был введён в эксплуатацию и заменил «Маджестик» как самое большее судно в мире с тоннажем в 79 280 регистровых тонн. Год спустя, Великобритания, наконец, сумела построить первоклассное судно. Это был 81 000-тонный лайнер «Куин Мэри», и с её приходом на Североатлантический путь такие суда как «Беренгария» оказались безнадёжно устаревшими. Ещё хуже было то, что корпус буквально кричал о том, что судно старое. Кроме того, как и многие старые суда, «Беренгария» пострадала от постоянных пожаров. В конечном счёте дошло до того, что американское Правительство запретило своим гражданам путешествовать на «Беренгарии». «Беренгария» была продана на слом в 1938 году. Бывший «Император» был полностью разобран в 1946 году.
Выходящая в океан «Беренгария» попала на кадры кинохроники во время возвращения «Куин Мэри» из её первого рейса. Фрагмент этих архивных съёмок использовались в эпизоде сериала Пуаро Агаты Кристи в серии «Ограбление в миллион долларов».